# Dentifibula hastata
Dentifibula hastata är en tvåvingeart som beskrevs av Fedotova och Vasily S. Sidorenko 2005. Dentifibula hastata ingår i släktet Dentifibula och familjen gallmyggor. Inga underarter finns listade i Catalogue of Life.